# 468. pehotni polk (Wehrmacht)
Za druge 468. polke glejte 468. polk.
468. pehotni polk (izvirno nemško Infanterie-Regiment 468) je bil eden izmed pehotnih polkov v sestavi redne nemške kopenske vojske med drugo svetovno vojno.

## Zgodovina
Polk je bil ustanovljen 26. avgusta 1939 kot polk 4. vala v WK VII iz nadomestnih bataljonov: nadomestnega bataljona 19., 61. pehotnega in 100. gorskega polka; polk je bil dodeljen 268. pehotni diviziji. 
12. oktobra 1940 sta bila polkovni štab in III. bataljon izvzeta iz sestave in dodeljena 438. pehotnemu polku; obe enoti sta bili nadomeščeni.
1. maja 1942 je bil II. bataljon razpuščen v boju.
15. oktobra 1942 je bil polk preimenovan v 468. grenadirski polk.